# 489

## Събития
- Пролетта – Теодорих Велики пристига в Аквилея, Италия.
- Август – Теодорих Велики побеждава Одоакър при Гориция.